# Estación de Carrefour Pleyel
La estación de Carrefour Pleyel (en español: Cruce de Pleyel) es una estación del metro de París situada en la comuna de Saint-Denis al norte de la capital. Pertenece a la línea 13 de la cual fue uno de sus terminales entre 1952 y 1976. Da acceso a una zona de gran actividad económica.

## Historia
La estación fue inaugurada el 30 de junio de 1952 en lo que supuso la primera incursión del metro de París en Saint-Denis, uno de los principales núcleos urbanos de la periferia parisina.  
Debe su nombre al músico francés de origen austriaco Ignace Joseph Pleyel quien en 1807 abrió cerca de lo que más tarde se conocería como Carrefour Pleyel una fábrica de pianos, cuya marca, hoy en día sigue existiendo. 

## Descripción
Se compone de dos andenes y de tres vías ordenados de la siguiente forma: v-a-v-v-a
En bóveda, luce un revestimiento clásico de azulejos blancos biselados. La iluminación de la estación que se realiza a través de lámparas led azules es especialmente cuidada y viene a recordar la cercanía de varias sedes de la empresa EDF. En cuanto a la señalización emplea una versión modernizada de la tipografía CMP conocida como Parisine CMP.
En el año 2000, coincidiendo con el centenario del metro parisino, sus accesos fueron renovados y se instaló en diferentes partes de la estación una exposición dedicada a la música que incluía elementos interactivos. Estos últimos, considerados molestos por los trabajadores del metro y por algunos viajeros se acabaron desactivando. Sí se conservaron algunos murales creados también para la ocasión. 
Algunos trenes que provienen de Saint-Denis - Université tienen su terminal en este punto, obligando a los viajeros que deseen continuar con su trayecto a cambiar de tren.

## Accesos
La estación dispone de 5 accesos.
- Acceso 1: a la altura de la plaza des Pianos
- Acceso 2: a la altura de Cap Ampère (empresa relacionada con EDF)
- Acceso 3 y 4: a la altura del bulevar Anatole France (lado par e impar)
- Acceso 5: a la altura del bulevar Ornano